# Celi Bee
Celi Bee (nacida Celida Inés Camacho en Nueva York) es una cantante estadounidense de música disco desde fines de los '70 a mediados de los '80. Es conocida por sus hits de 1977, "Superman", y en menor medida por "Macho (A Real, Real One)", ambos acreditados como Celi Bee & The Buzzy Bunch. Aunque no fue tan reconocida fuera del continente, tuvo buena popularidad entre el público latinoamericano.

## Biografía
Celi Bee nació como Celida Inés Camacho en Nueva York de padres puertorriqueños. A una edad muy temprana se mudó a Puerto Rico, donde creció. Allí conoció a Pepe Luis Soto quien sería su marido, mánager y quien la lanzaría a la fama.
Celines y Pepe se casaron en los '70 y lanzaron sus carreras en la escena local. El dúo cantaba junto y lanzaron una serie de grabaciones que tuvieron un éxito moderado en los '60 y principios de los '70 bajo el nombre de Celines y Pepe Luis, pero el público hispano solo estaba cautivado por ella.
Celi tuvo una carrera decente en esa época, pero de todas formas no pudo alcanzar el estrellato como algunas de las estrellas contemporáneas como Nydia Caro, Ednita Nazario, Lissette o Charytín Goyco.

## Primeros éxitos
En 1972 Celines obtuvo el primer lugar en el Festival De La Voz y La Canción con el hit "Yo Quiero Un Pincel". El álbum "Celines...Es Una Canción" incluyó la canción, recientemente relanzada en CD con las mismas notas e imágenes que el LP original. El álbum daba evidencia de que su música estaba tomando una nueva dirección, especialmente con "Desesperada"; la segunda canción del disco.
Muy poco después de lanzar ese álbum, ella y Pepe se mudaron a Reino Unido. Aún grabando bajo el nombre de Celines lanzó su primer álbum en inglés. El primer simple "Half A Love" fue un enorme éxito en Puerto Rico, pero tuvo poco éxito en Inglaterra e Irlanda. Al parecer sus primeras canciones en inglés no tuvieron gran éxito con la firma portorriqueña. De todos modos con "Half a Love" Celi se transformó de estrella del pop a diva de música disco.

## Carrera musical
En 1977 Pepe había vuelto a producir éxitos con el emergente club disco gracias a su "Rice & Beans Orchestra", su afiliación y éxito con T.K. Records le permitió la oportunidad de "vender" a su esposa con la exitosa firma. Su primera colaboración para el imperio de T.K. produjo 6 canciones en 1977. Dos canciones del álbum simplemente titulado "Celi Bee & The Buzzy Bunch" fueron un éxito inmediato de todas las discos. La primera se titulaba "Superman" que era un cover de Herbie Mann, el segundo era "One Love". Tanto estas dos como todo el disco se convirtieron en un éxito. Los "Buzzy Bunch" eran en realidad Pepe Luis y los músicos que acompañaban. Ninguno de los que grabaron ese disco esperaban que se convirtiera en un gran éxito, más aún sin una foto de Celi en la portada. Sorprendidos con su éxito inicial, ambos (Celi y Pepe Soto) lo siguieron con el lanzamiento de "Alternating Currents". Su primer álbum con 12 pistas, su mayor éxito hasta la fecha. El pulsante "Macho (A Real, Real One)" no solo le dio su mejor venta, sino que la convirtió en una gran diva!.
Luego del éxito de Alternating Currents Celi Tuvo otros éxitos, como "Fly Me On The Wings Of Love" y "Blow My Mind". Pero no tuvieron tanta repercusión.
Finalmente termina su carrera luego de fracasar con varios álbumes como "Como Agua y Arena" y algunos singles, entre ellos "I Can't Let Go"y "Don't You Leave Me Now."
Actualmente Celi vive en los suburbios de Miami, Florida. Aparentemente hizo mucho dinero durante su carrera musical y supo invertirlo inteligentemente, porque hoy en día es voluntaria en una escuela de barrios desprivilegiados de Florida, enseñando música.